# Berende Cove
Die Berende Cove (englisch; bulgarisch залив Беренде saliw Berende) ist eine 3,3 km breite und 1,15 km lange Bucht an der Südwestküste von Greenwich Island im Archipel der Südlichen Shetlandinseln. Sie liegt südlich des Pelishat Point. In sie hinein mündet der Jakoruda-Gletscher.
Bulgarische Wissenschaftler kartierten sie 2009. Die bulgarische Kommission für Antarktische Geographische Namen benannte sie 2010 nach der Ortschaft Berende im Westen Bulgariens.